# François Moureau
François Moureau, né en 1944, est professeur de Littérature française du XVIIIe siècle à l'université Paris-Sorbonne de 1992 à 2012; puis il est professeur émérite à Sorbonne Université. Spécialiste de l'histoire du théâtre entre Classicisme et Lumières, il a travaillé et publié aussi sur l'histoire de la presse, la communication manuscrite et la littérature des voyages.

## Biographie
François Moureau devient agrégé de Lettres modernes en 1968 puis soutient un doctorat d'État en 1977 sur Charles Dufresny (1657-1724), sieur de La Rivière, dramaturge, journaliste et chansonnier français.
Il est le directeur fondateur du Centre de recherche sur la Littérature des Voyages (CRLV, Sorbonne) et, de 2000 à 2012, le  directeur des Presses de l'université Paris-Sorbonne (PUPS), après avoir été, de 1993 à 2000, directeur du Service commun de Formation continue de cette université. De septembre 2014 à janvier 2015, il est professeur invité à l'Université de Pékin (Beida).
Un volume de Mélanges lui est offert en novembre 2012 lors d'une cérémonie en Sorbonne : Le Livre du monde, le monde des livres. Mélanges en l’honneur de François Moureau, Gérard Ferreyrolles et Laurent Versini (sous la dir. de), Paris, PUPS, 2012, 1168 p., contenant : « Comme je n'avais rien d’autre à faire… Entretien avec Aurélie Julia enregistré le 2 mai 2012 », « Curriculum vitæ », « Publications de François Moureau », p. 7-59.

## Prix
- 1980 : Prix Biguet de l'Académie française pour Dufresny, auteur dramatique[3].
- 2007 : Prix Roland de Jouvenel de l'Académie française pour La Plume et le Plomb. Espaces de l’imprimé et du manuscrit au siècle des Lumières[3].

## Distinctions
- 1996, 2003, 2009 : chevalier, puis officier, puis commandeur des Palmes académiques.
- 2005 : membre de la Koninklijke Academie voor Nederlandse Taal- en Letterkunde (Académie royale flamande de Belgique des sciences et des arts).

## Livres
- Dufresny auteur dramatique (1657-1724), Paris, Klincksieck, 1979, 522 p.
- Un singulier Moderne : Dufresny auteur dramatique et essayiste (1657-1724), Lille et Paris, Atelier de Reproduction des Thèses et Librairie Honoré Champion, 1979, 2 vol., 928 + CLXIV p.
- Autour du Journal de voyage de Montaigne (1580-1980), coécrit avec René Bernoulli ; avec une copie inédite du Journal de voyage, Genève-Paris, Slatkine, 1982, 187 p.
- Le Mercure galant de Dufresny (1710-1714) ou le Journalisme à la mode, Oxford, The Voltaire Foundation, 1982, 161 p., ill. (S.V.E.C. no 206).
- Le Roman vrai de l'Encyclopédie, Paris, Gallimard, 1990, 224 p., ill., coll. « Découvertes Gallimard / Littératures » (no 100) (2e éd. revue, 2001, 176 p.).
- De Gherardi à Watteau : Présence d’Arlequin sous Louis XIV, Paris, Klincksieck, 1992, 162 p., 9 ill. (coll. « Bibliothèque de l’Âge classique »).
- De bonne main. La Communication manuscrite au XVIIIe siècle, Paris, Universitas ; Oxford, Voltaire Foundation, 1993, 196 p. : « Avant-propos ». « La plume et le plomb ». « Les nouvelles à la main dans le système d’information de l’Ancien Régime ». « Clandestinité et ventes publiques: le statut du manuscrit ». Bibliographie, Index des manuscrits, Index nominum.
- Dictionnaire des Lettres françaises. Le XVIIIe siècle. Édition revue et mise à jour sous la direction de F. M., Paris, Fayard, 1995, LXVI-1372 p. Autre émission : La Pochothèque, Encyclopédies d'aujourd’hui - Le Livre de Poche -, 1995.
- Répertoire des nouvelles à la main. Dictionnaire de la presse manuscrite clandestine. XVIe – XVIIIe siècle, Oxford, Voltaire Foundation, 1999, in-4° à deux colonnes, L-517 p.
- Le Théâtre des voyages. Une scénographie de l’Âge classique, Paris, PUPS, 2005, 584 p. (coll. « Imago mundi » 11).
- La Plume et le plomb. Espaces de l’imprimé et du manuscrit au siècle des Lumières. Préface de Robert Darnton, Paris, PUPS, 2006, 732 p., front. et 172 ill. (coll. « Lettres françaises »).
- Le Nouveau Prolétariat intellectuel. La précarité diplômée dans la France d’aujourd’hui, Paris, Bourin éditeur, 2007, 140 p. (coll. « Place de la Sorbonne »).
- Le Goût italien dans la France rocaille. Théâtre, musique, peinture (v. 1680-1750), Paris, PUPS, 2011, 346 p., 52 ill. et 8 pl. couleur (coll. « Theatrum mundi »).